# Diabrotica linsleyi
Diabrotica linsleyi là một loài bọ cánh cứng trong họ Chrysomelidae. Loài này được Krysan & Smith miêu tả khoa học năm 1987.